# Pusiola monotonia
Pusiola monotonia là một loài bướm đêm thuộc phân họ Arctiinae, họ Erebidae.